# 作画グループ
作画グループ（さくがグループ）は、1962年（昭和37年）から2016年（平成28年）まで存在した日本の漫画同人グループ。正式名称は「日本統一ストーリィ作品研究会作画グループ」。代表は大阪府生まれのばばよしあき。

## 概要
ばばが中学生時代、漫画仲間と1962年に結成した同好会を前身とした、会員制同人誌サークル。会員にはプロの漫画家が多いが、漫画が好きでさえあれば誰でも入れるオープンな会で、創作同人としての顔と、会員有志による作品制作ユニットとしての二つの面を持つ。会員の聖悠紀が執筆した『超人ロック』の大ヒットの影響による入会希望者の殺到などもあり、一時期1,000人規模の会員数に急成長した。
活動の主な内容は、会員の提出したオリジナル作品を有志が批評してそれを会報に掲載するという、きわめてオーソドックスなスタイルである。ガリ刷の会誌が当たり前で、同人誌向け印刷屋が影も形もなかった1968年（昭和43年）にオフセット同人誌を刊行開始していた。この会誌を『COM』に送ったことがきっかけとなって、ばばはグループ代表と並行して「ぐら・こん」関西支部の初代支部長も務めたため、初期には他の同人グループと合同誌を刊行するなどしていた。
同人誌即売会にはほとんど参加しない一方で、原画展を開催し、貸本向け・同人・商業問わない発表形態に、“商業的”という批判にさらされることもあった。しかし、創作というものへのこだわりを貫き、1980年代まで手書きの原稿を綴じた「肉筆回覧誌」を製作するなど地味な活動も続けていた。これは掲載者のペンタッチを始めとする技術を相互に同人に示すことが、より質の高い作品制作につながるという考えからである。
映画同様、脚本・監督・キャストなどを多数のメンバーが分担する合作を『週刊少年マガジン』など複数の雑誌に発表。メンバーたちはギャグ、SF、少女マンガとふだんは別ジャンルで活動している。個性が強く、絵柄のデフォルメが大きく異なるメンバーをまとめ、単なる余興でなく本格的な作品として作り上げ、話題になった。
2016年6月21日、ばばよしあきが心不全により死去（享年68）したため、7月31日をもって正式に解散した。

## 発行物
会報として「作品批評とお知らせ」（旧「ニュース版」）を発行、同人誌としては以下のものが刊行されていた。
- なかま - 会員向け作品集。元々は「ぐら・こん」関西支部当時に出していたもので、1971年（昭和46年）に会誌として復刊[1]。初期はA6判、のちにB6判で約30ページから150ページ。
- GROUP - 1号は1978年9月10日発行[5]、B6判で約160ページ。1985年（昭和60年）の20号からA5判・約200ページとしてSG企画より刊行。
- ユニオン - 「ぐら・こん」の繋がりで1969年（昭和44年）から他の同人との合同誌として発刊[1]。のちに会員向け作品集となり、1981年（昭和56年）には約500ページの『ユニオンデラックス』として6号が発刊され[6]、1992年（平成4年）の13号まで刊行された。
- ぐるーぷ - 1号は「ぐら・こん」関西支部から発行された[1]。
- 別冊 - 1977年（昭和52年）の10号まで発行された[1]。

## 作品リスト
特記外は合作。
- アキラ・ミオ大漂流 （『週刊少年マガジン』、講談社）
- 失われた伝説（GROUP）
- ダリウスの風 （『週刊少女コミック』、小学館）
- 1000万人の2人 （『週刊少年キング』、少年画報社）
- 銀河を継ぐ者 （『週刊少女フレンド』、講談社）
- 怪盗スカイラーク （GROUP、SG企画ほか）- リレー漫画。描き手メンバーの異なるA班とB班が、第1話から分岐して同時並行で結末を目指す実験作。
- 怪盗スカイラーク -華麗な冒険- （SF漫画競作大全集、東京三世社）- 『怪盗スカイラーク』の続編。同じくリレー漫画。風呂屋に籠城したB班ではなく、ヘルパーパタパタ登場のA班からの続きになっている。
- ベレヌスのロビン - 炎の伝説 -（『少年KING、少年画報社）
- 銀河活動大写真異聞（『ウィングス』、新書館）- 「もし『ベレヌスのロビン』が映画内の劇中作であったら」という題材の作品。撮影中に様々な事件が役者を襲う。
- フリージングポイント （『ウィングス』、新書館）
- ベレヌスのロビン - 炎の戦士 -（単行本描きおろし、SG企画）

## 主な元会員
- あずみ椋
- いくたまき
- 大塚英志
- かぶと虫太郎
- 北原文野
- 清原なつの
- 神坂智子
- 沢田ユキオ
- 志水圭
- 鷹見一幸
- 中田雅喜
- 速水翼
- 聖悠紀
- BELNE
- みなもと太郎
- 山本航暉
- 横山えいじ
- 六田登

## SG企画
作画グループを母体とした出版会社、会員の執筆による不定期刊行誌『GROUP』や会員作品の単行本、グッズなどの発刊、製作、通販などをしている。地方・小出版流通センター経由で全国の一般書店でも取り扱えたが、主に通販がメインとなっていた。近年、過去の単行本の紙媒体での再版はせず、電子書籍のかたちでの販売に移行している。